# Grover Beach
Grover Beach és una població dels Estats Units a l'estat de Califòrnia. Segons el cens del 2000 tenia 13.067 habitants.

## Demografia
Segons el cens del 2000, Grover Beach tenia 13.067 habitants, 5.023 habitatges, i 3.305 famílies. La densitat de població era de 2.174,7 habitants/km².
Dels 5.023 habitatges en un 32,8% hi vivien nens de menys de 18 anys, en un 46,9% hi vivien parelles casades, en un 14,1% dones solteres, i en un 34,2% no eren unitats familiars. En el 24,6% dels habitatges hi vivien persones soles el 8,2% de les quals corresponia a persones de 65 anys o més que vivien soles. El nombre mitjà de persones vivint en cada habitatge era de 2,58 i el nombre mitjà de persones que vivien en cada família era de 3,07.
Per edats la població es repartia de la següent manera: un 25,6% tenia menys de 18 anys, un 9,1% entre 18 i 24, un 32% entre 25 i 44, un 21,7% de 45 a 60 i un 11,5% 65 anys o més.
L'edat mediana era de 35 anys. Per cada 100 dones de 18 o més anys hi havia 89,9 homes.
La renda mediana per habitatge era de 38.087 $ i la renda mediana per família de 41.859 $. Els homes tenien una renda mediana de 31.045 $ mentre que les dones 26.506 $. La renda per capita de la població era de 18.812 $. Entorn del 8,8% de les famílies i l'11,3% de la població estaven per davall del llindar de pobresa.

## Poblacions més properes
El següent diagrama mostra les poblacions més properes.